# Portola Valley
Pour les articles homonymes, voir Portola.
Portola Valley est une municipalité américaine du comté de San Mateo, en Californie. Au recensement de 2010, Portola Valley comptait 4 353 habitants.

## Démographie
| 1970  | 1980  | 1990  | 2000  | 2010  | - |
| ----- | ----- | ----- | ----- | ----- | - |
| 4 996 | 3 939 | 4 194 | 4 462 | 4 353 | - |

## Culture
Un musée consacré aux véhicules militaires, le Military Vehicle Technology Foundation, y est en activité de 1998 à 2018.